# ムスクロン駅
ムスクロン駅（フランス語: Gare de Mouscron,オランダ語: Station Moeskroen）はベルギーワロン地域エノー州ムスクロンにあるベルギー国鉄（SNCB）の鉄道駅。フランスとの国境に近く、フランスに接続する線路（フィーブ-ムスクロン線）が通る。国境を越えた先にはトゥールコワン＝フロンチエール駅がある。

## 駅構造
2面4線の地上駅。

## 利用状況
2009年の統計によると、平日2,064人、土曜740人、日曜859人が利用している。

## 駅周辺
- スタッド・ル・カノンニエ

## 歴史
- 1842年10月24日 - 開業。

## 隣の駅
ベルギー国鉄・フランス国鉄
IC C
コルトレイク駅 - ムスクロン駅 - トゥールコワン駅
IC H・IR k・P
ムスクロン駅 - エルゾー駅
TER
ムスクロン駅 - トゥールコワン駅